# Batalla de Juchitán
La batalla de Juchitán de Zaragoza, Oaxaca, tuvo lugar el 5 de septiembre de 1866 en las inmediaciones de la población de Juchitán de Zaragoza en el estado de Oaxaca, México, entre elementos del ejército mexicano de la república, al mando del coronel Máximo Pineda con sus guerreros zapotecos y las tropas francesas al servicio del Segundo Imperio Mexicano comandadas por el general Luciano Prieto y el nonagésimo primer (91.er) batallón francés conocido como Cola del diablo compuesto de soldados franceses (zuavos), austríacos y conservadores mexicanos durante la Segunda Intervención Francesa en México.

## Antecedentes
En el mes de noviembre de 1864, el Jefe Republicano en el estado de Oaxaca, el general Porfirio Díaz resiste dentro de la plaza del mismo, el sitio mantenido por los comandos franceses del mariscal François Achille Bazaine. Viéndose superado en números, llamó al coronel Remigio Toledo de Tehuantepec «a éste Departamento pertenecía Juchitán» a su auxilio. Toledo fingió obedecer al llamado y acudir a la capital oaxaqueña a brindar ayuda, pero en el camino, sucumbió a las amenazas imperiales y se pronunció a favor del Gobierno Imperial de Maximiliano de Habsburgo. Remigio Toledo tomaría el control sobre Tehuantepec en el transcurso de días e invitaría constantemente a los líderes juchitecos a hacer lo mismo. El general Díaz se rindió el 4 de febrero de 1865, entregando la plaza de Oaxaca a los franceses y al día siguiente día el licenciado Juan Pablo Franco fue nombrado Prefecto Imperial del Departamento de Oaxaca. El general Bazaine continuó presionando a los Prefectos en la zona a hacer efectiva su promesa de convertir a Juchitán al imperialismo y bajo ésta premisa, el Prefecto Imperial y Comandante Militar del Estado, Carlos Oronoz, mandó a Remigio Toledo y Luciano Prieto, «Jefe del Departamento de Tehuantepec», a lidiar con el problema juchiteco.

## Batalla
El 91.er Batallón de Línea (Cola del Diablo), compuesto por austríacos y franceses, llegó a finales de agosto a Tehuantepec por el puente madera y el 2 de septiembre de 1866, se trasladó a Juchitán junto con los embajadores del Visitador Imperial para someter a los juchitecos. Murió el primer jefe juchiteco, Rufino Pineda. Luego, los franceses entraron a Juchitán atacando por la parte norte a la altura del Callejón pipi', donde se dio la batalla entre los zapotecas, apoyados por el Batallón Zaragoza, y el Cola del Diablo y sus aliados, resultando muchos muertos y heridos por ambas partes de manera que los comandantes mexicanos se vieron obligados a aplicar la táctica de "Tierra Calcinada".

### Táctica de Tierra Calcinada[2]
El pueblo fue instruido a evacuar rápidamente con armas, víveres y cualquier cosa que pudiera servirle al enemigo hacia Rancho Gubiña (actualmente Unión Hidalgo). Luego, quemar todo a su paso para evitar que las fuerzas imperiales encontraran provisiones.
Los republicanos instalaron su Cuartel General en Pozo Peralta, en tanto que los franceses, ya en posesión del pueblo, se acuartelaron en el templo de San Vicente Ferrer, para desde lo alto del campanario observar todo alrededor; desde donde posteriormente vieron al conservador Remigio Toledo, quien con sus hombres se retiraba debido a la gran cantidad de muertos sufrida el día 4 de septiembre a manos de los zapotecos. El general Prieto, al mismo tiempo, notó que los juchitecos se desprendían alrededor de los costados norte, sur y este del centro y lo sitiarían en cuestión de minutos, así que tanto por presión cuanto por falta de alimentos, optó por dictar la retirada. El Zaragoza y los zapotecos flanquearon la zona y se dictaron las órdenes de alcanzarlo y batirlo; unas horas después, se confirmaría la victoria y sería informado el Presidente Juárez de la derrota de las fuerzas imperiales en su avance hacia el centro.

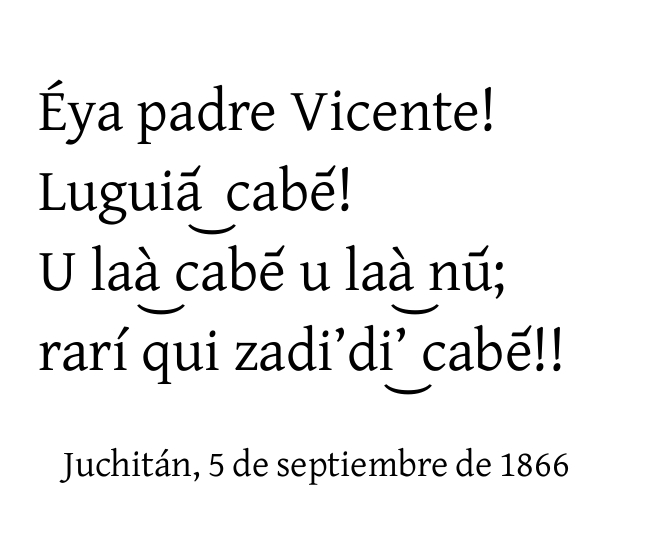
Éa padre Vicente / ¡Sobre ellos! / O ellos o nosotros; / ¡de aquí no pasarán!